# Tor Nessling
Tor Ragnar Nessling (Helsinki, Finn Nagyhercegség, 1901. szeptember 6. – Helsinki, 1971. november 23.) finn iparos, vállalkozó és mérnök. Ő vezette közel négy évtizeden át a tehergépjármű-gyártó Suomen Autoteollisuus-t (SAT).
1932-ben, röviddel a társaság alapítása után Nessling lett a SAT vezérigazgatója. Egy olyan korban fejlesztette az üzleti tevékenységet, amikor már csak kevesen hittek a finn autóiparban rejlő lehetőségben, és néhány évvel később ő lett a társaság főrészvényese. Nessling patriarchális megközelítéssel vezette a társaságot, amelyet ő alakított teherautó-, buszalváz-, vasútijármű- és terminálvontatótermelő üzemmé. Nessling elveszítette a részvénytöbbségét 1968-ban, a vállalat egyesítése után, és 1970-ben visszavonult, majd a következő évben meghalt.

## Tanulmányai és karrierje kezdete
Nessling édesapja a mérnök John Nessling, édesanyja Greta Nessling (született Grönholm). A Helsinki Läroverket för gossar och flickor koedukált gimnáziumban érettségizett 1920-ban, és tanulmányait a Helsinki Műszaki Egyetem gépészmérnöki karán folytatta. Egyidejűleg geológiát hallgatott a Helsinki Egyetemen 1922–1924 között. Nessling 1924-ben végzett diplomás mérnökként. Ezután Svédországban, Angliában, Németországban és Amerikában utazgatott. 1926 és 1928 között Nessling három finn, importra gyártó autóüzemben, a Korpivaara & Hallaban, a Henry-Autoban és az Auto-Bilben dolgozott. A Munkkisaaren Autotalli ja Konepajában 1928 és 1929 között igazgatóként tevékenykedett, majd az Autovarikkóban volt vezető pozícióban 1929-1930 között.

## A Suomen Autoteollisuus megalapítása
1929-ben Nesslinget kinevezték az Autoteollisuus–Bilindustri buszkarosszéria-gyár műszaki igazgatójává. Egy új iparágat akart az országa számára kifejleszteni, és még ebben az évben érdekelni kezdte a teherautó- és buszipar Finnországi elindítása. 1931-ben Az Autoteollisuus–Bilindustri egyesült egy másik karosszériagyárral, az Osakeyhtiö Autokoritehdas-szal. Az új társaság neve Suomen Autoteollisuus (Finn Autóipar), az igazgatója John Hellsten lett. Gyakran mondják, hogy Nessling az SAT alapítója, de ez nem igaz; ezt az egyesülést Karl Arthur Nordgrén, Emil Anton Winckelmann és Lars Wilhelm Åberg szervezete meg. Mindamellett a cég alapítása utáni évben Nesslinget kinevezték az SAT igazgatójává.

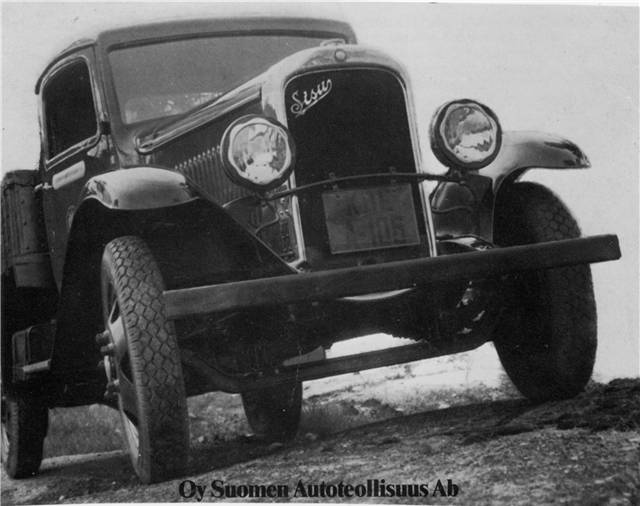
Az egyik az első Sisúk: S-321 év 1932.

Autóipart alapítani majdnem a semmiből, a gazdasági világválság közepén lehetetlennek látszott, de Nessling határozott vezetése alatt megtörtént. A Sisu márkát választották, és az első 12 Sisu-jármű 1932-ben gördült ki a gyárból. Habár a belföldi munka aránya először csak 20% volt, Nessling eltökélte, hogy ezt jelentősen növelni fogja. Az egyik jól ismert mondása így hangzott: "Egy finn meg tud mindent csinálni, amit egy külföldi". Az évtized végéig a Sisu-járművek már 40%-ban belföldiek voltak. Nessling próbálta meggyőzni a finn kormányt az autóipar növekedésében rejlő lehetőségekről; külön kiemelte a foglalkoztatási lehetőséget, és hogy a honvédelem szempontjából stratégiailag fontos lenne a finn befolyás alatt álló járműgyártás. Mindazonáltal a kormány figyelmen kívül hagyta az érveit, és fokozatosan csökkentette a nehézgépjárművek behozatali vámjait az 1930-as években, ami a versenyt megnehezítette. Ezenkívül egyes SAT tulajdonosok kételkedni kezdtek a belföldi járműgyártás kilátásaiban. 1938-ban Nessling felajánlotta, hogy kivásárolja az SAT reszvényeit a Helsingin Osakepankki-ból. Olcsón megszerezte a részvényeket, de ahhoz, hogy elég pénze legyen, el kellett zálogosítania a felesége összes ingatlanját. Végül Nessling 80%-ban az SAT tulajdonosa lett.

## Második világháború és Yhteissisu

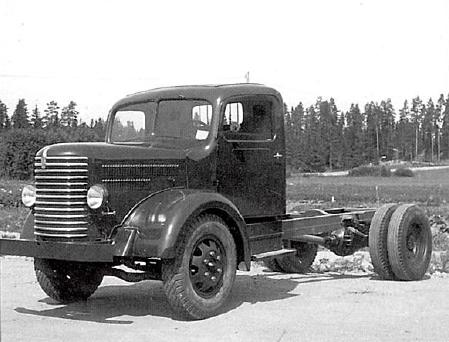
Az Yhteissisu-készített Sisu S-22

A második világháború új kihívásokat hozott, mert sok alkatrész beszerezhetetlenné vált. A belföldi munka arányát 90%-ra tudták emelni, de csak nagy erőfeszítések árán. Nagy előrelépés volt, amikor licenc alapján elkezdtek amerikai Hercules-motort gyártani. Az SAT fő ügyfelei a háború alatt a finn védelmi erők és más kormányzati intézmények voltak. Az SAT egy új gyárat kezdett építeni Karisban, ahol kevésbé volt kitéve a szovjet légitámadásnak Helsinkihez képest. A termelési kapacitás nem volt elegendő a kereslet kielégítésére; 1942-ben a Honvédségi becslések szerint a következő években 7000 teherautóra és autóbuszra lett volna szükség. Nessling azt javasolta, hogy építsék a Karisi gyárat nagyobbra, mint eredetileg tervezték. Mindamellett az SAT anyagi és technikai forrásai korlátozottak voltak, és a befolyásos nehézgépjármű importőrök, akiket bizonyos politikai frakciók támogattak, azt gyanították, hogy a SAT ki akarja használni a háborút, hogy érdemtelen előnyt szerezzen, és erőfölényhez jusson a finn piacon.
A kormány egy olyan megállapodást javasolt, amely alapján az SAT részben állami tulajdonban lévő cég lett volna. Nessling kizárta ezt a lehetőséget, mert nem akarta, hogy az állam belefolyjon az SAT-be. A B-terv egy másik társaság létrehozása volt, az állam és néhány jelentős finn cég támogatásával. Ez a vállalat, Yhteissisu, 1943-ban megalakult, és a vonakodó Tor Nesslinget tették meg vezérigazgatójává. Az Yhteissisu Vanajában, Hämeenlinna mellett kezdte el a Sisu tehergépkocsikat gyártani. Azonban mielőtt a gyár alkalmassá vált a sorozatgyártásra, a háború véget ért. 1946-ban Nessling elhagyta a pozícióját a Yhteissisuban, arra panaszkodva, hogy a cég tulajdonosai nem támogatják. A Yhteissisu tehergépkocsi termelés át lett állítva a polgári piacra, és 1948-ban a vállalatot átnevezték Vanajan Autotehdas-ra (VAT).
Ekkorra Nessling egyre keserűbb volt a finn kormány felé. Először a belföldi nehézgépjármű-gyártással kapcsolatos elképzeléseit hagyták figyelmen kívül az 1930-as években. Ezután a kormány egy erős versenytárs létrehozását kényszerítette ki, amely a Nessling cége által kifejlesztett technológia felhasználásával alapozta meg magát. A politikusokból való kiábrándulása nyilvánvaló volt: amikor a kormány kedvező finanszírozási lehetőségeket ajánlott Nesslingnek az 1960-as években, ő azt válaszolta, hogy soha nem kért, és soha nem is fog kérni semmit sem a kormánytól.

## Az SAT háború utáni növekedése
Az SAT termelése erőteljesen nőtt az 1950-es és 1960-as években. Az éves mennyiség megnégyszereződött, 800 járműre az 1950-es évek alatt. Amellett, hogy tehergépkocsikat és buszalvázakat gyártott, a vállalat villamosokat és vasúti járműveket is készített a Finn Államvasutaknak. Az SAT termékeket négy földrészre exportálták. A növekvő gyártási mennyiség megkövetelte a termelési létesítményekbe való beruházást és az eladási és marketingkampányok indítását, de ezekből profitált is. Ellentétben számos kortárs iparossal, Nessling értékelte a marketinget, és arra összpontosított, hogy azonosítsa, megértse, és kielégítés a vásárlók igényeit.

## Egyesülés a VAT-val és lemondás
Az SAT vezető belföldi versenytársának, a Vanajan Autotehdasnak, pénzügyi problémái támadtak az 1960-as évek végén. Nessling az egyesülést javasolta a SAT és a VAT között mert félt, hogy egy külföldi versenytárs, mint a Volvo vagy a Scania átveszi VAT-t. A cégek 1968-ban összeültek. Az egyesülés olyan helyzetet teremtett, amit Nessling el akart kerülni: az állam az új SAT résztulajdonosa lett a 17%-os részesedéssel és Nessling elvesztette többségét, mert az ő részesedése 50% alá esett. Az SAT egy ügyvezető igazgatótanácsot és felügyelőbizottságot kapott. Bár Nessling még mindig a társaság fő részvényese volt, befolyása csökkent. Nem volt hozzászokva ahhoz, hogy utasítsák, vagy hogy együttműködjön egy igazgatótanáccsal, és rendkívül nehéznek találta az új helyzethez való alkalmazkodást.
A kapcsolat Nessling és az igazgatótanács között tovább romlott, amikor Nessling megbetegedett. Felépült, de ahhoz nem eléggé, hogy képes legyen úgy dolgozni mint korábban, bár ő szerette volna megtartani korábbi pozícióját a cég vezetésében. Az igazgatóság nem volt meggyőződve arról, hogy erre képes lesz, és átszervezte a vállalati struktúrát. Nessling ellenállt a marketing feladatok más kézbe való adásának, de nem tudta megakadályozni azt. Nessling régi üzleti partnere és barátja, a British Leyland Motor Corporation akkori vezetője, Lord Donal Stokes, akit Nessling nagyon tisztelt, végül rábeszélte, hogy álljon félre. 1970 júniusában Tor Nessling bejelentette, hogy lemond a Suomen Autoteollisuus általános igazgatói posztjáról, a vállalat közel négy évtizeden át tartó vezetése után. 1971 februárjában Erik Gillberget nevezték ki új vezérigazgatóvá.

## Magánélete, halála
Nessling keményen dolgozott, és kerülte a nyilvánosságot. Csak néhány megbízató kollégával dolgozott közvetlenül, de sok kollégája és beosztottja úgy emlékezett vissza a vezetési stílusára, mint ami patriarchális és távolságtartó volt. Nem szerette kiadni a döntést a kezéből. Zseniális üzletembernek ismerték, aki képes volt megtalálni az üzleti lehetőségeket, de lobbanékony karakternek tartották, aki inkább óvatos mint kockázatot vállaló volt. A kemény üzletembernek volt egy lágy oldala is: nagyon szerette a természetet és az állatokat, és sok háziállatot tartott otthon. 1926-ban Nessling feleségül vette Greta Maria "Maj"-t, (született Kock), aki háztartásbeli maradt, és férje karrierjét támogatta. A házasságból nem született gyermek, és amikor Tor Nessling 1971-ben meghalt, Maj Nessling eladta SAT részvényeit. 1972-ben a Maj ja Tor Nessling Säätiö, alapítványra hagyta közös ingatlanukat. Az alapítvány ma a környezetvédelmi kutatás jelentős finanszírozója Finnországban.

## Külső hivatkozások
- Maj és Tor Nessling alapítványa (angolul)